# Qatar Investment Authority
Il Qatar Investment Authority (in arabo جهاز قطر للاستثمار‎?) è un fondo sovrano qatariota specializzato negli investimenti domestici e nell'investimento diretto all'estero. A novembre 2024, aveva oltre 526 miliardi di dollari di asset in gestione.
Il Qatar Investment Authority è uno dei più importanti operatori mondiali di leveraged buyout e detiene quote di aziende internazionali tra cui Airbus Group (6,65%), London Stock Exchange (15,1%), Volkswagen (17%), Lagardère (12,83%), Paris Saint-Germain Football Club (100%), Virgin Megastore, HSBC, Credit Suisse (5,20%) e Veolia Environnement.

## Storia
Fondata nel 2005 dal governo qatariota per gestire la vendita di petrolio e gas naturale, sovrabbondante in patria, il Qatar Investment Authority investe soprattutto nei mercati nazionali e internazionali (Stati Uniti, Europa e Asia Pacifica) al di fuori del settore energetico. Nell'ottobre 2008 porta al 12,7% la sua partecipazione in Barclays, entra in Fisker Automotive, acquisisce il 17% del capitale del gruppo Volkswagen, il 10% di Lagardére. E poi investe in Porsche, Hochtief e in varie aziende francesi (da Air Liquide a Vivendi, da GDF Suez a France Telecom e Total) grazie anche a una serie di facilitazioni fiscali (come le esenzioni da plusvalenze) ottenute nel febbraio 2009 dal governo francese.
L'8 maggio 2010 Qatar Holding, una controllata indiretta di QIA, rileva il gruppo Harrods da Mohamed Al-Fayed, incluso il grande magazzino di Knightsbridge. Diventa nel Regno Unito anche il principale azionista di Sainsbury's con il 22%. In dicembre la Qatar Investment Authority, insieme a Colony Capital e Tutor-Saliba Corporation, fa parte di un gruppo di investimento noto come Filmyard Holdings che acquisisce Miramax dalla Disney.
Nel febbraio 2012 completa l'acquisizione della sede centrale del Credit Suisse a Londra. La QIA detiene una partecipazione del 6% in Credit Suisse e possiede azioni in Apeldoorn, proprietario di maggioranza del Canary Wharf Group.  Qatari Diar, un ramo immobiliare del fondo, insieme a Canary Wharf vince un affare da 300 milioni di sterline per riqualificare il Centro Shell di Londra che ospita la sede londinese della Shell. Grazie sempre alle esenzioni fiscali decise dal governo francese per gli investimenti immobiliari del Qatar nel paese, acquista proprietà per quasi 4 miliardi di dollari. Nel maggio 2012 rileva anche una partecipazione inferiore al 3% nella Royal Dutch Shell con l'obiettivo di portarla al 7%.
Alla fine del 2012 Qatar Sports Investments (QSI) completa un buyout della squadra francese di calcio Paris Saint-Germain FC (PSG), valutando il club sui 130 milioni di dollari.QSI investe ulteriori 340 milioni di dollari nel club che l'anno precedente aveva acquistato il Paris Saint-Germain Handball team. Nasser Al-Khelaifi, direttore della rete televisiva di proprietà del Qatar, Al Jazeera Sports, lancia i canali televisivi francesi beIN Sport.  
Nel 2013 decide di investire 5 miliardi di dollari nell'arco di tre anni in progetti petrolchimici in Malaysia e 200 milioni di dollari in edifici residenziali in India attraverso il fondo immobiliare Kotak. Sempre nel 2013, con l'approdo di un nuovo emiro al potere, Ahmad Al Sayed è nominato presidente e amministratore delegato del fondo sovrano in sostituzione di Hamad bin Jassim bin Jaber Al-Thani. Si stima che nel giugno di quell'anno il patrimonio gestito sia di circa 100 miliardi di dollari di cui 30 investiti in Gran Bretagna, 10 in Francia e 5 in Germania. Nell'ottobre 2014 Qatar Investment Authority firma un accordo con CITIC Group Corp per lanciare un fondo da 10 miliardi di dollari che investirà in Cina.
Al Sayed ricopre le cariche di presidente e amministratore delegato del fondo sovrano per 16 mesi. Nel gennaio 2015 lo sceicco Abdullah bin Mohamed bin Saud Al-Thani, presidente della società di comunicazione Qatar Ooredoo, è nominato nuovo Amministratore Delegato. Khalifa Al-Kuwari è l'attuale Chief Operating Officer. Nel settembre dello stesso anno il QIA annuncia l'intenzione di investire 35 miliardi di dollari negli Stati Uniti nei prossimi cinque anni.

## Filiali
Qatar Investment Authority possiede (100%) Qatar Holding LLC ed è associata a Qatar National Bank (50%).
La QIA è inoltre affiliata con la Qatar Islamic Bank (16,67%) e con Ubac Curaçao NV (1,35%).

## Investimenti
- Qatar National Bank - 51,93%
- Barclays - 6,3%
- Fisker Automotive
- Volkswagen Group - 17%
- Porsche
- Hochtiefcon - più del 10%
- Sainsbury's - 22%
- Gruppo Lagardère - 10,1
- Total  - 4%
- Airbus Group - 6%
- Technip
- Air Liquide
- VINCI  - 5%
- Engie
- Veolia Environnement - 5%
- Vivendi
- Royal Monceau
- Orange
- Orano
- Harrods - 100%
- Miramax
- Credit Suisse - 6%
- Agricultural Bank of China - 12.99%
- Royal Dutch Shell - 2,13%
- Tiffany & Co. - 12.99%
- Paris Saint-Germain FC - 100% (tramite il Qatar Sports Investments)
- BeIN Sports
- CITIC Group
- COIMA RES
- Sony

Dati aggiornati al gennaio 2017
- Progetto Porta Nuova (25 edifici per oltre 2 miliardi di euro)[11]
- 45 moschee in tutta Italia per circa 23 milioni di euro, tra cui la moschea di Padova, la seconda più grande d'Italia dopo quella di Roma[12][13][14]